# Dragutin Babić
Dragutin Babić (Zagreb, 1897. – 1945.), nadimak Braco, bio je hrvatski nogometaš, nogometni reprezentativac. Brat je Nikole Babića, hrvatskog nogometaša, također nogometnog reprezentativca. 
Igrao je na svim mjestima od braniča do krila. Bio je prvom igračkom zvijezdom prvog naraštaja jugoslavenske reprezentacije.

## Igračka karijera

### Klupska karijera
Igrao je veći dio karijere za zagrebački Građanski i pretkraj karijere za Concordiju. Za reprezentaciju je zaigrao prvi put 28. listopada 1921. protiv Čehoslovačke, a zadnju protiv Bugarske 19. travnja 1931. godine. Igrao je za reprezentaciju grada Zagreba od 1922. do 1926. godine te za jugoslavensku B reprezentaciju, zajedno s bratom Nikolom. 
S zagrebačkim Građanskim je u sezoni 1923. i 1928. osvojio naslov državnog prvaka, a s Concordijom 1930. godine.

## Nogometni sudac
Zanimljivo, zbog štrajka nogometnih sudaca, 3. ožujka 1935. godine sudio je prvu završnu utakmicu Zimskog kupa Zagrebačkog nogometnog podsaveza 1934./35. Građanski - Concordia 1:1.